# Проста історія (фільм, 1999)
«Проста історія» (англ. The Straight Story) — восьмий повнометражний художній фільм американського кінорежисера Девіда Лінча. Прем'єра відбулася 21 травня 1999 року на Каннському кінофестивалі. Назва фільму являє собою гру слів: слово straight з англійської перекладається як «прямий, простий», а також є прізвищем головного героя.

## Сюжет
Елвін Стрейт, старий чоловік, який пройшов Другу світову війну, мешкає в Айові разом з донькою Розою. Одного разу він дізнається, що в його рідного брата Лайла, який мешкає за сотні миль у Вісконсині, стався інсульт. У спробі забути про десятилітнє ворогування, Елвін збирається провідати його. Однак через поганий зір він не має водійського посвідчення, а автобуси патологічно не сприймає, до того ж до місця проживання його брата автобуси не ходять. Тому він вирушає в далеку дорогу на старій газонокосарці 1966 року випуску, яку придбав перед поїздкою.
У дорозі Елвін зустрічає різних людей, які різним чином допомагають йому дістатися до брата. Врешті, після багатотижневої подорожі, Елвін зустрівся з Лайлом. Брати посварилися за десять років до цього, але тепер Елвін сподівається, що вони зможуть забути ворожнечу.

## У ролях
- Річард Фарнсворт — Елвін Стрейт[en]
- Сісі Спейсек — Розі Стрейт
- Джейн Гелловей Гейтц — Дороті, сусідка Стрейтів
- Джозеф Карпентер — Бад
- Доналд Вігерт — Зіг
- Ден Фленнери — доктор Гіббонс
- Дженніфер Едвардс-Г'юз — Бренда, продавець
- Ед Греннан — Піт
- Джек Волш — Еппл
- Еверетт Макгілл — співробітник компанії «John Deere»
- Гаррі Дін Стентон — Лайл

## Виробництво

### Передісторія
В основу фільму ліг реальний епізод із життя Елвіна Стрейта: 73-річний Елвін 5 липня 1994 року розпочав шеститижневу подорож протяжністю 240 миль (390 км) з міста Лоренса, штат Айова, до Блу-Рівер, штат Вісконсин. Він прямував до 80-річного брата, у якого стався інсульт. До подорожі він спорядив бензином, провізією, одягом і туристичним спорядженням 10-футовий (3-метровий) причіп і з ним вирушив на газонокосарці, зі швидкістю не більше 5 миль за годину (8 км/год). У дорозі він зазнав кілька пригод та кілька аварій. Ця подорож стала об'єктом публікацій у пресі, у тому числі в «The New York Times». Самому Стрейту не подобалося бути об'єктом підвищеної уваги, тому він відмовився від участі в телешоу «Late Show» Девіда Леттермана і «Tonight» з Джеєм Лено. 1996 року, за два роки після подорожі, Елвін помер.

### Підготовка до знімання
Публікація у «The New York Times» привернула увагу Мері Суїні, помічниці Девіда Лінча. Вона надіслала статю своєму давньому приятелю Джону Роучу, який зацікавився цією історією. Вони намагалися придбати права на сюжет, однак вони вже були продані. Можливість придбання прав з'явилася лише у 1998 році. Тоді вони захистили авторські права та розпочали роботу над сценарієм. Щоб надати сценарію переконливості сюжету, Суїні та Роуч пройшли слідами Стрейта від Лоренса (Айова) до гори Зіон (Вісконсин), попутно бравши інтерв'ю в людей, які спілкувалися зі Стрейтом під час його подорожі. Також вони зустрілися з дітьми Стрейта, які спочатку були незадоволені проєктом, оскільки вважали, що фільм може дати невірне уявлення про їхнього батька. Однак, дізнавшись про ставлення Суїні та Роуча до історії, вони запропонували підтримку проєкту, а також поділилися зі сценаристами спогадами про Елвіна та його фото, щоб зробити персонажа сценарію найподібнішого до справжнього Стрейта. Лінч після прочитання остаточного сценарію погодився зняти за ним фільм.
Роль Стрейта пропонувалася Джону Герту та Грегорі Пеку, однак в підсумку головну роль виконав Річард Фарнсворт. Для нього ця роль стала останньою: на момент знімання він був хворим на рак кісток і 6 жовтня 2000 року покінчив життя самогубством на власному ранчо у Лінкольні, штат Нью-Мексико. Спочатку Фарнсворт відмовлявся від ролі через хворобу, однак Лінч переконав його знятися у фільмі. Знімання фільму розпочалися у вересні 1998 року і велись суто у сюжетній послідовності, а завершилися 19 жовтня 1998 року.
Бюджет фільму становив близько 10 млн дол. При цьому касові збори у США склали 6 197 886 доларів.
Фільм розпочинається і закінчується показом зоряного неба.

### Прем'єра
Прем'єра картини відбулася 21 травня 1999 року на Каннському кінофестивалі, де картина номінувалася на Золоту пальмову гілку. Після успішного показу на фестивалі та отримання фільмом рейтингу G от MPAA дистрибуцією картини зайнялася компанія «Walt Disney Pictures». Це єдиний фільм Лінча, що отримав від Кіноасоціації Америки рейтинг G, який позначає, що фільм рекомендований до перегляду всім категоріям глядачів.

#### Графік прем'єр
Дати згідно даних IMDb
- Франція  — 21 травня 1999 (Каннський кінофестиваль)
- США — 3 вересня 1999 (Telluride Film Festival)
- США — 7 жовтня 1999 (Austin Film Festival)
- США — 11 жовтня 1999 (Голлівуд, Каліфорнія — прем'єра)
- Угорщина — 14 жовтня 1999 (Titanic International Filmpresence Festival)
- США — 15 жовтня 1999 (обмежений прокат)

### Випуск на DVD
Девід Лінч бажав, щоб фільм можна було переглядати тільки цілком, тому оригінальний DVD-реліз не мав поділ фільму на сцени, а єдиним додатковим матеріалом був трейлер до картини.

## Відгуки критиків
Картина отримала більшість позитивних відгуків кінокритиків та 96 % свіжий рейтинг на сайті «Rotten Tomatoes».
Позитивні відгуки отримала гра Річарда Фарнсворта, Сісі Спейсек, музика Анджело Бадаламенті, режисура Девіда Лінча. Фильм знятий у нехарактерній манері як для Лінча, так и для «Walt Disney Pictures».. Видання «The New York Times» відзначило лаконічність та щирість гри Фарнсворта.

### Нагороди
Фільм номінувався на ряд престижних нагород, у тому числі на «Оскар» у номінації «Краща чоловіча роль першого плану», а також брала участь переважно конкурсному показі Каннського кінофестивалю. Загалом фільм має 12 нагород та 28 номінацій на різних конкурсах та кінофестивалях.

#### Перелік нагород та номінацій
| Рік  | Конкурс                                                | Категорія/номінант                                                       | Результат |
| ---- | ------------------------------------------------------ | ------------------------------------------------------------------------ | --------- |
| 2000 | Оскар                                                  | Найкраща чоловіча роль (Річард Фарнсворт)                                | номінація |
| 2000 | Боділ                                                  | Найкращий американський фільм (Девід Лінч)                               | перемога  |
| 2000 | British Independent Film Awards                        | Найкращий іноземний фільм англійською мовою                              | перемога  |
| 1999 | Camerimage                                             | Золота жаба (Фредді Френсіс)                                             | номінація |
| 1999 | Золота пальмова гілка                                  | Каннський кінофестиваль                                                  | номінація |
| 2000 | CFCA Award                                             | Найкращий актор (Річард Фарнсворт)                                       | номінація |
| 2000 | CFCA Award                                             | Найкраща режисерська робота (Девід Лінч)                                 | номінація |
| 2000 | CFCA Award                                             | Найкращий фільм                                                          | номінація |
| 2000 | Chlotrudis Award                                       | Найкращий актор (Річард Фарнсворт)                                       | номінація |
| 2000 | Chlotrudis Award                                       | Найкраща операторська робота (Фредді Френсіс)                            | номінація |
| 2000 | Chlotrudis Award                                       | Найкраща акторка другого плану (Сісі Спейсек)                            | номінація |
| 2003 | Cinema Brazil Grand Prize                              | Найкращий фільм іноземною мовою                                          | номінація |
| 2001 | Cinema Writers Circle Awards                           | Найкращий іноземний фільм                                                | перемога  |
| 2000 | Золотий шифер Csapnivalo Awards                        | Найкращий художній фільм                                                 | номінація |
| 1999 | Європейський кіноприз                                  | Screen International Award (Девід Лінч, США)                             | перемога  |
| 2001 | Срібні кадри                                           | Найкращий іноземний фільм (Девід Лінч)                                   | перемога  |
| 1999 | Премія журі Ft. Lauderdale International Film Festival | Найкращий актор (Річард Фарнсворт)                                       | перемога  |
| 2000 | Золотий глобус                                         | Найкраща оригінальна музика для фільму (Анджело Бадаламенті)             | номінація |
| 2000 | Золотий глобус                                         | Найкраща чоловіча роль — драма                                           | номінація |
| 2000 | Золотий жук                                            | Найкращий іноземний фільм (США)                                          | номінація |
| 2000 | Humanitas Prize                                        | Кінокатегорія (Джон Роуч, Мері Суїні)                                    | номінація |
| 2000 | Незалежний дух                                         | Найкраща головна чоловіча роль (Річард Фарнсворт)                        | перемога  |
| 2000 | Незалежний дух                                         | Найкращий режисер (Девід Лінч)                                           | номінація |
| 2000 | Незалежний дух                                         | Найкращий художній фільм (Мері Суїні, Ніл Едельштейн)                    | номінація |
| 2000 | Незалежний дух                                         | Найкращий перший сценарій (Джон Роуч, Мері Суїні)                        | номінація |
| 2000 | Премія Сьєрра Las Vegas Film Critics Society Awards    | Найкращий актор (Річард Фарнсворт)                                       | номінація |
| 2000 | Премія Сьєрра Las Vegas Film Critics Society Awards    | Найкращий оператор (Фредді Френсіс)                                      | номінація |
| 2000 | Премія Сьєрра Las Vegas Film Critics Society Awards    | Найкращий режисер (Девід Лінч)                                           | номінація |
| 2000 | Премія Сьєрра Las Vegas Film Critics Society Awards    | Найкраща музика (Анджело Бадаламенті)                                    | номінація |
| 2000 | Премія Сьєрра Las Vegas Film Critics Society Awards    | Найкраща акторка другого плану (Сисі Спейсек)                            | номінація |
| 2000 | New York Film Critics Circle Awards                    | Найкращий актор (Річард Фарнсворт)                                       | перемога  |
| 2000 | New York Film Critics Circle Awards                    | Найкращий оператор (Фредді Френсіс)                                      | перемога  |
| 2000 | Online Film Critics Society Award                      | Найкращий актор (Річард Фарнсворт)                                       | номінація |
| 2000 | Online Film Critics Society Award                      | Найкращий оператор (Фредді Френсіс)                                      | номінація |
| 2000 | Online Film Critics Society Award                      | Найкраща оригінальна музика (Анджело Бадаламенті)                        | номінація |
| 2000 | Robert Festival                                        | Найкращий американський фільм (Девід Лінч (режисер))                     | перемога  |
| 1999 | San Diego Film Critics Society Awards                  | Найкращий режисер (Девід Лінч)                                           | перемога  |
| 2001 | Sant Jordi Awards                                      | Найкращий іноземний фільм (Девід Лінч)                                   | перемога  |
| 2000 | Золота нагорода Satellite Awards                       | Найкраще виконання ролі актором у кінодрамі (Річард Фарнсворт)           | номінація |
| 2000 | Золота нагорода Satellite Awards                       | Найкраще виконання жіночої ролі другого плану у кінодрамі (Сісі Спейсек) | номінація |
| 2000 | Молодий актор                                          | Найкращий сімейний фільм — драма                                         | номінація |